# Nagoja Grampus
A Nagoja Grampus (japánul: 名古屋グランパス, hepburn-átírásban: Nagoya Guranpasu), korábbi nevén Nagoja Grampus Eight (japánul: 名古屋グランパスエイト, hepburn-átírásban: Nagoya Guranpasu Eito) egy japán labdarúgóklub, melynek székhelye Nagojában, Aicsi prefektúrában található. A klubot 1939-ben alapították Toyota Motor SC néven és a J. League Division 1-ben szerepel.
1995-ben Arsène Wenger volt a csapat vezetőedzője és irányításával megnyerték az Emperor kupát, illetve második helyen végeztek a bajnokságban. Dragan Stojković és Gary Lineker is tagja volt annak a csapatnak. Ez volt a Nagoja Grampus legsikeresebb idénye egészen 2010-ig, amikor megnyerték a japán bajnokságot.   
Hazai mérkőzéseiknek a Paloma Mizuho Stadion (27 000 néző befogadására alkalmas és a japán bajnokság legrégebbi működő létesítménye) és a jóval nagyobb és modernebb Toyota Stadion ad otthont, ami 45 000 néző befogadására képes. A klub hivatalos színei a vörös és a narancssárga. 
Nevét Nagoja két legjelentősebb szimbólumáról kapta. A Nagoja-kastély tetején lévő két aranyszínű risso-delfinről (Grampus griseus) és a Maru-hacsi-ról (nyolcas kör) ami a város hivatalos jelképe.  

## Sikerlista
Toyota Motor SC néven
- Japán másodosztályú bajnok (1): 1972

Nagoja Grampus néven
- Japán bajnok (1): 2010

## Ismert játékosok
- Narazaki Szeigó
- Marcus Tulio Tanaka
- Fudzsimoto Dzsungo
- Hirano Takasi
- Tamada Keidzsi
- Gary Lineker
- Joshua Kennedy
- Jô
- Marques
- Danilson Córdoba
- Dragan Stojković